# Sociologia della conoscenza
La sociologia della conoscenza studia le modalità di accesso alla conoscenza degli oggetti o del sapere cosiddetto scolastico, ovvero le modalità di produzione di tale sapere.

## Ambito di ricerca
Essa assume dunque posizione biunivoca, concentrandosi sia sugli aspetti di possibilità del conoscere (la cui riflessione metodologica non si distanzia molto dalla riflessione gnoseologica della filosofia della conoscenza), sia su quelli legati all'introduzione di un particolare sapere nella realtà sociale.
Propriamente l'origine non è "gnoseologica" ma si rifà al concetto di Wissen: è la "sociologia del sapere" fondata e sviluppata da Max Scheler, poi ripresa nel senso di "sociologia della conoscenza" da Karl Mannheim.
La sociologia del sapere in Scheler fa riferimento alle forme della Bildung, cioè alla sedimentazione delle tecniche con cui l'uomo dà forma alla propria esistenza.
Karl Mannheim propone di considerare i rapporti tra l'essere situato nel mondo e il pensiero, che sarebbe relato appunto alla struttura sociale nella quale l'essere è gettato. Egli propone per la sociologia della conoscenza una "sfera libera" e indipendente dalla quale poter analizzare e ricostruire le diverse contingenze storiche delle produzioni del sapere e per favorire una ricerca gnoseologica sul problema della validità delle teorie.
In questo modo però si esponeva alle abbondanti e inevitabili critiche dovute all'assenza di riflessività: questa rimane la spina nel fianco di qualsiasi teoria "sociologica" (ma già Baruch Spinoza ne abbozzò la legittimità) sulla conoscenza, in quanto basantesi sul principio opposto alla teoria filosofica della conoscenza, che attribuisce all'uomo facoltà conoscitive immutabili e universali (vedi Kant), e cioè sul radicamento delle possibilità del sapere nell'esserci.
Grande influenza nella diffusione Sociologia della Conoscenza ebbe il sociologo Kurt Heinrich Wolff, per aver tradotto dal tedesco all'inglese, pubblicato e fatto conoscere negli Stati Uniti molti degli scritti di Karl Mannheim e di Georg Simmel.
Nella contemporaneità il tema della conoscenza è ampiamente dibattuto in ottica transdisciplinare da autori quali Elinor Ostrom e Charlotte Hess.